# Jan Schubart
Jan Schubart (Groningen, 26 februari 1924 - Delfzijl, 10 mei 2010) was een voormalig amateurbokser uit Nederland, die in 1948 namens zijn vaderland deelnam aan de Olympische Spelen van Londen. Daar eindigde de pupil van sportschool Abelsma op de vijfde plaats (ex aequo) in het middengewicht (tot 73 kilogram), na een nederlaag tegen de Brit John Wright, die uiteindelijk beslag zou leggen op de zilveren medaille. Schubart won in eigen land zes nationale titels.